# Siemens S10

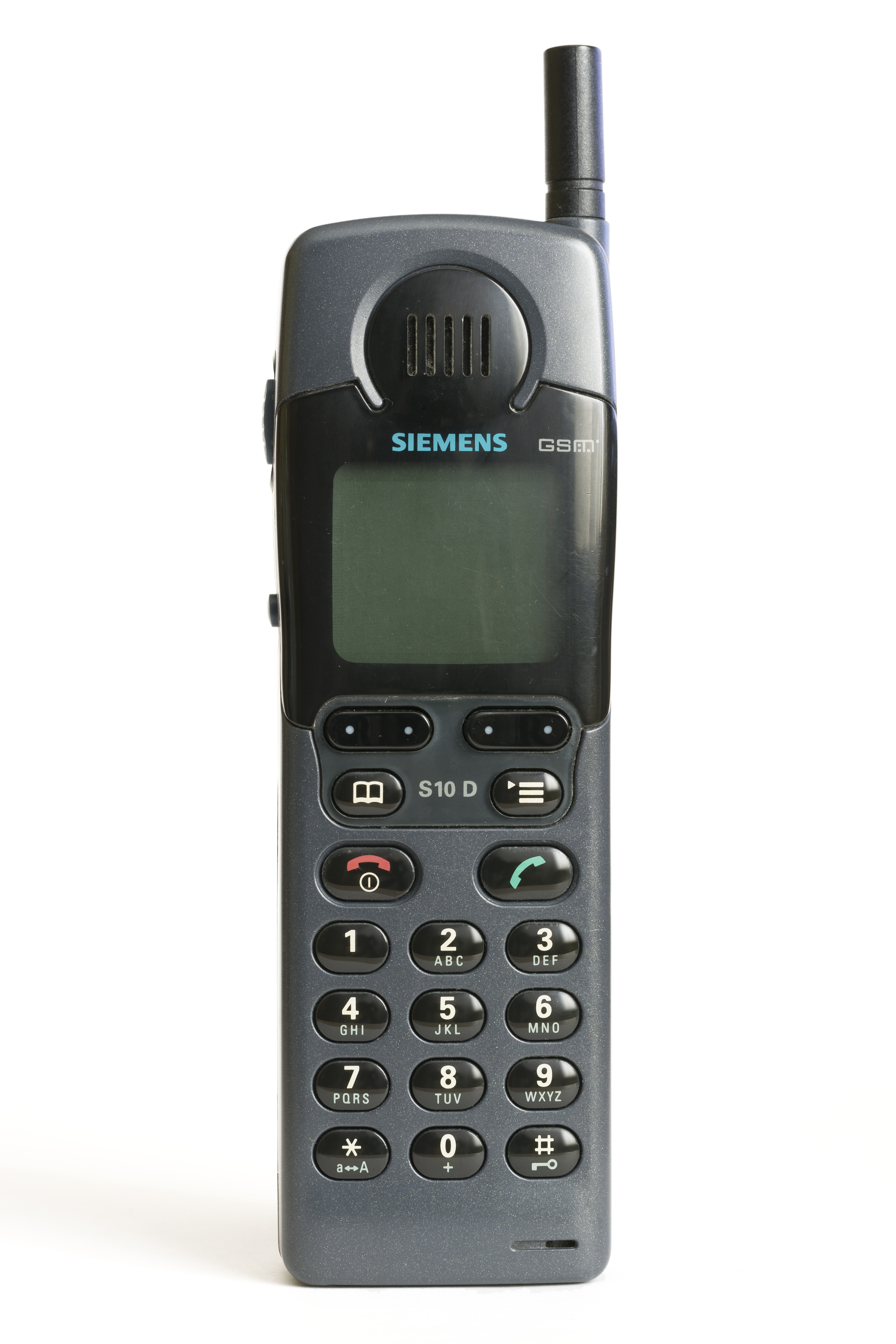
Siemens S10 D

Das Siemens S10 ist ein 1997 vorgestelltes Mobiltelefon von Siemens Mobile. Es verfügte als erstes Mobiltelefon weltweit über eine Anzeige mit der Fähigkeit, Farben darzustellen.

## Eigenschaften
Das Gerät unterstützt GSM 900 (P-GSM) und kann in Deutschland somit nur in den D-Netzen verwendet werden. Weiterhin zeichnet es bis zu 20 Sekunden lange Audiosequenzen auf, bietet ein integriertes Softmodem und hat eine Akkulaufzeit von 10 Stunden (Telefonie) bzw. 100 Stunden (Standby) bei einem Gewicht von 185 g. 16 monophone Klingeltöne sind vorinstalliert, des Weiteren ist das S10 SMS-fähig. Der Einschub für die SIM-Karte ist ein herausdrückbarer Schlitten (SIM-Tray), wie er bei späteren Smartphones häufiger wieder zum Einsatz kommt (bspw. dem iPhone). An der oberen Gehäusekante ist eine fixe Antenne angebracht, die durch eine optional erhältliche ausziehbare „Hochleistungsantenne“ ersetzt werden konnte. Es war in der Gehäusefarbe anthrazit/schwarz erhältlich, das S10 active zusätzlich in petrol und orange. Im Laufe der Zeit gab es eine Anzahl farblich veränderter Gehäuse.

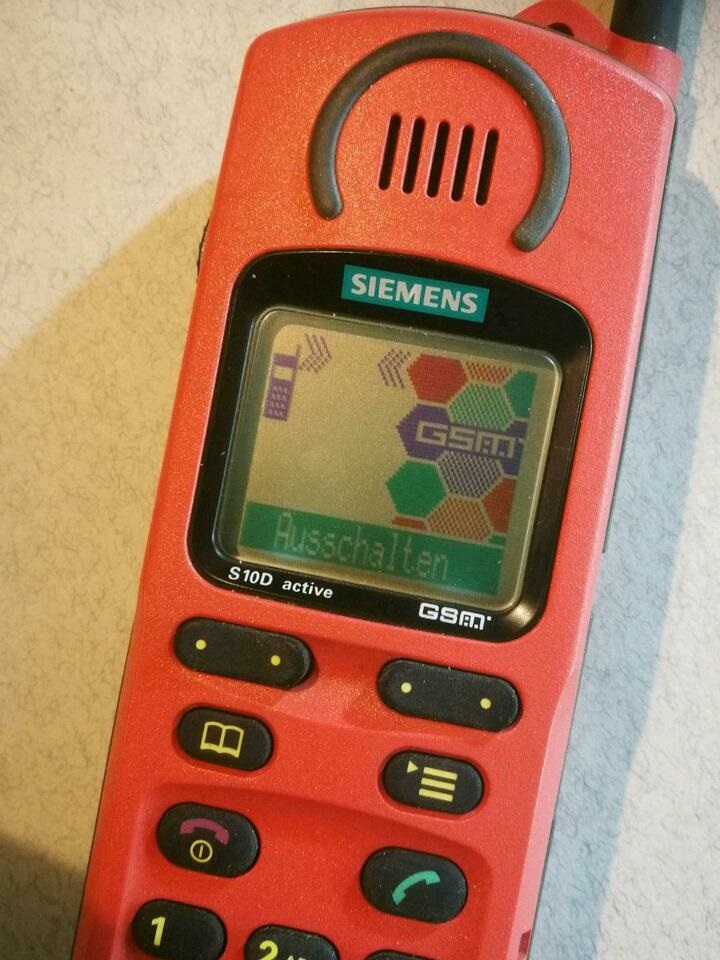
Siemens S10 D active mit farbigem Display

Das S10 ist Teil der S1x-Produktfamilie, die außer dem S10 (GSM-900, D-Netz) noch das S11 (GSM-1800, E-Netz), S12 (GSM-1900, amerikanischer Markt) und die Dual-Band-Modelle (GSM-900, GSM-1800) S15 und S16 enthält. Zusätzlich existiert ein Modell, das von Siemens als „Outdoor-Variante“ bezeichnet wurde und ein S10 in deutlich robusterem und spritzwassergeschützten Gehäuse darstellt, das S10 active (GSM-900). Außer dem Gehäuse unterscheidet es sich noch in einigen Baugruppendetails von Anzeige und Sende-/Empfangsteil.
S10-Modelle lassen sich in zwei Baumuster unterteilen, erkennbar an den Seriennummern. Die zuerst gefertigte Modellvariante trägt eine Seriennummer in der Form S30880-S1200-Xxxx, die veränderte Modellvariante in der Form S30800-S1220-Xxxx.
Geräte aus einem späteren Produktionszeitraum des S10 tragen ein „D“ in der Modellbezeichnung („S10 D“), um die Unterstützung des Dualmodus im Verfahren zur stärkeren Sprachkomprimierung im GSM-Mobilfunkstandard zu kennzeichnen.

## Anzeige
Auf 5 Zeilen bzw. 97 × 54 = 5.238 Pixeln kann die Matrixanzeige des S10 Schrift und Grafiken in den drei Farben rot, blau und grün parallel anzeigen, zum Veröffentlichungszeitpunkt ein Novum. Die Hintergrundfläche ist (anders als heute üblich) nicht in einem neutralen Weißton gehalten, sondern stets braungrün gefärbt. Es existiert außerdem eine zuschaltbare hellgrüne Hintergrundbeleuchtung.